# Обель (приток Мэрэба)
Обель (англ. Obel, Ubel, в нижнем течении Май-Айни) — река в Эритрее. Правый приток Мэрэб (Гаш).
Река берёт начало южнее города Мэндэфэра, далее течёт в южном направлении. Впадает в Мэрэб к югу от поселения Молки. Имеет притоки, в том числе Атал, Афельба, Скунаготтай (правые).
По данным Министерства информации Эритреи, на берегах располагаются большие фермы, где выращивают фрукты и овощи.